# Биман, Джон Ричард
Джон Ричард Бимэн (англ. John Richard Beaman; родился 5 октября 1951) — политический деятель острова Олдерни, является одним из 10 членов Законодательного собрания текущего созыва острова Олдерни (States of Alderney).
Бимэн выступает представителем острова по туризму , а также сельскому хозяйству, открытым территориям, окружающей среде, дикой природе и острову Буру (Нормандские острова) (Burhou). Кроме того, он входит в комитеты по политике и финансам, законодательству в сфере занятости и общих вопросов.

## Биография

### Общий обзор жизни
Джон родился в семье Кэтлин и Томаса Бимэнов, в Каслфорде. Учился в школе «The King’s School» в Понтефракте, затем в Брэдфордском Университете (University of Bradford). После этого переехал в Мэдли (Madeley), Стаффордшир, где получил квалификацию преподавателя математики. С 1976 по 2005 годы преподавал, сначала в обычных школах, а позже в специализированной школе для трудных подростков.

### Политическая карьера
Бимэн был избран в Законодательное собрание Олдерни в декабре 2008 г. Переизбранию подлежали пять членов Парламента. Впервые за всю историю острова два кандидата, Джон Бимэн и Дон Окден, набрали одинаковое количество голосов — по 294. Пятый член Парламента был определен Председателем избирательной комиссии, который вытянул из урны голосования имя Джона Бимэна. Второй кандидат не вошел в состав Парламента. 18 февраля 2009 года Бимэн получил пост Представителя по туризму. В интервью, данном по случаю вступления в должность, он заявил, что понимает проблемы острова в привлечении туристов, и пообещал работать с местными сообществами для повышения туристического статуса Олдерни. Бимэн также привлек к себе внимание голосованием против повышения зарплаты членов Собрания и создания жилищной ассоциации.

### Личная жизнь
В 1976 году Джон женится на Энн Уэбстер, школьной учительнице. У них рождается сын Роберт. Сегодня Джон вместе с женой посвящают свободное время работе экскурсоводов на Маяке острова Олдерни (Alderney Lighthouse). Джон остается преданным поклонником Лиги регби и болеет за команду Тигры Каслфорда (Castleford Tigers). Кроме того, он составил путеводитель по острову, «Восемь прогулок по Олдерни», который был переведен на французский, немецкий, польский и русский языки.